# Aspskär (Saltvik, Åland)
Aspskär är en ö i Saltviks kommun på Åland (Finland). Den ligger vid Norrhavet och är en av de nordligaste öarna i den Åländska arkipelagen. Den ligger 40 kilometer norr om huvudstaden Mariehamn.
Öns area är 37,6 hektar och dess största längd är 0,9 kilometer i sydöst-nordvästlig riktning. Ön är obebyggd.